# جريان ستوكس
جريان ستوكس هو نوع من أنواع جريان السوائل حيث تكون قوة العطالة صغيرة مقارنة مع اللزوجة الديناميكية . يكون عدد رينولدز في هذا الجريان أصغر بكثير من الواحد وهو ما يتوافق مع جريانات ذات سرع منخفضة جداً. ومن أمثلة هذه الحركة حركة الحيوانات المنوية أو جريان الحمم.

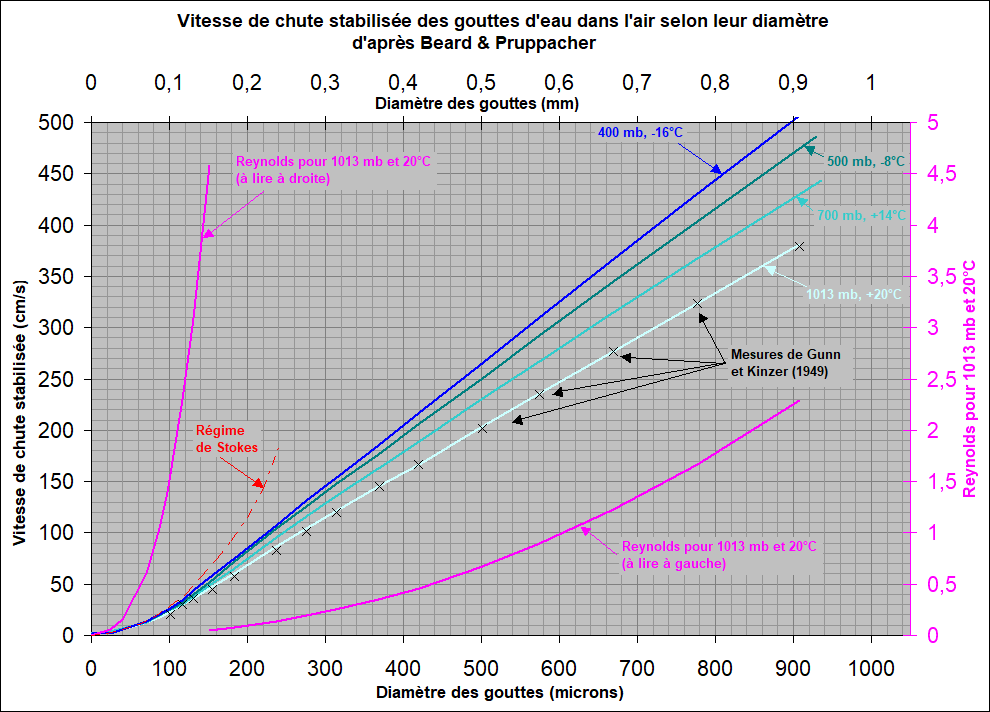
السرعة النهائية لقطرات الماء التي يقل قطرها عن 1 مم